# Balli Kombëtar
Balli Kombëtar (albanski: Narodni front) je bila albanska nacionalistička anti-komunistička organizacija osnovana 1942. godine. Ova organizacija mobilizirala je svoje članove na teritoriju Albanije, Kosova,  Crne Gore, Srbije, Makedonije i Grčke. Njeni članovi su se nazivali balisti.
Politički program ove organizacije sastojao se u zauzimanju teritorija na Balkanskom poluotoku i stvaranje Velike Albanije od teritorija Srbije, Crne Gore, Makedonije i Grčke. Iako su deklarativno ove snage bile antifašističke tijesno su surađivale sa silama osovine u tijeku okupacije Jugoslavije i to posebno u akcijama na Kosovu, Makedoniji i Grčkoj.
8. rujna 1943. godine, kada je objavljena kapitulacija Italije Balli Kombetar je sklopio sporazum s Nijemcima i objavio da je Albanija ujedinjena i neovisna, opravdavajući da je njemačka privremena prisutnost potrebna zbog borbe protiv angloameričko-sovjetske koalicije. Ovim sporazumom balisti su se stavili u službu njemačkih okupacijskih snaga i prihvatili njihove časnike kao nadređene ili kao instruktore. U ovom smislu, pojedini albanski povjesničari, baliste smatraju kvislinškom nacionalističkom vlasti koja je ostvarila nadzor nad etničkim albanskim prostorima.
Godine 1943. Komunistička partija Albanije objavila je rat balistima što je dovelo do građanskog rata u Albaniji. Krajem Drugog svjetskog rata, nakon pobjede komunista u Albaniji i Jugoslaviji, balisti su bili uhićivani, zatvarani i ubijani.

## Organizacija
Bali Kombetar je definitivno ustrojio svoju organizaciju u travnju 1943. godine. U Tirani je bilo sjedište Centralnog komiteta, u svim okružnim sjedištima postojali su okružni komiteti, a u selima seoski odbori. Okružni komiteti u velikim gradovima bili su podieljeni na rajonske komitete (potkomiteti) koji su imali svoje grupe 10-15 ljudi koji su se bavili mobilizacijom ljudstva. Pri rajonskim komitetima organizirane su omladinske grupe, naoružavane i obučavane za djelovanje u ratnim uvjetima.

## Kosovska pobuna
Na Kosovu, krajem 1944. i početkom 1945. godine, izbila je pobuna balista širih razmjera. Tom prilikom odmetnici su pokušali zauzeti tek oslobođene gradove. Kosovo je, kako je rekao Blagoje Nešković, 8. svibnja 1945. godine, u svom referatu na osnivačkom kongresu KP Srbije, imalo još 1.200 odmetnika, i četnika i balista, i oko tisuću dezertera. Kako su se oni kretali u većim grupama, u obračunu s njima upotrebljavane su, uglavnom, vojne jedinice.
U lipnju 42. makedonska divizija JA poduzela je na planini Žegovac široku akciju čišćenja terena od pripadnika grupa Ćazima Lugadzije i Isena Trpeze. Svaka od tih skupina imala je po pedesetak odmetnika. Kako je na Kosovu tijekom 1946. godine bilo još 55 balističkih grupa, različite jačine, UDBA je otpočela pripreme i za konačan obračun s njima.
U tom trenutku na ustanak se diglo 20.000 albanskih boraca i protiv njih je bilo angažirano više od 40.000 vojnika Jugoslavenske armije, odnosno skoro pet divizija. U žestokim vatrenim okršajima do 21. veljače likvidirana je jezgra pobune, odnosno vođe balista Šaban Poluža i Mehmed Gradica. Centar pobune bio je u dreničkom kraju.
Snage Jugoslavenske armije imale su 700 poginulih i više od 1.300 ranjenih. Gubici Albanaca koji su bili neusporedivo veći, nisu zabilježeni. Krajem lipnja 1946. Vojna je uprava prestala postojati.
U drugoj fazi ove operacije određivane su operativne grupe koje su formirane od boraca 3. brigade 6. divizije KNOJ-a, pripadnika Narodne milicije i dva operativna radnika UDB-e. Oni su imali zadatak progoniti baliste do njihove likvidacije. Te godine ubijeno je na Kosovu sedam odmetnika, a 25 uhvaćeno i osuđeno na kazne zatvora. Na terenu je razvijana vrlo živa propaganda protiv balista, što je stvorilo povoljnu klimu za sudjelovanje i albanskog stanovništva u progonu odmetnika na Kosovu. Građani su čak sami išli po nekoliko dana u potjeru za balistima. To je dalo dobre rezultate, jer je broj balista prepolovljen, pa ih je početkom 1947. godine bilo svega 395. Tijekom 1946. godine na teritoriju Srbije, po službenim podatcima UDBE za Srbiju, ubijeno je 355, uhvaćeno 138, a predao se 41 odmetnik. Za razliku od 1945. godine, kada su odmetnici stradali u izravnoj i surovoj oružanoj borbi, po ocjeni UDBE, te 1946. mnogi četnici i balisti likvidirani su dobro osmišljenom i izvedenom operativnom kombinacijom.

## Balisti u Makedoniji
Najistaknutiji politički lider Makedonske balističke organizacije bio je Kadri Sali, predsjednik organizacije u Gostivaru, član komiteta u Tirani i Okružnog komiteta organizacije na Kosovu .
Godine 1942. Džemail Hasani Džemo (1908. – 1945.) odmetnuo se u šume s četrdesetak Albanaca, navodno zbog borbe protiv Talijana, a zapravo zbog provođenja terora nad stanovništvom Makedonije. Talijani su ovu grupu iskoristili za borbu protiv partizanskih jedinica u Makedoniji, potkupivši ga novcem i činom bojnika.
Uz podršku talijanskih snaga, a kasnije i njemačkih, balisti su činili zločine, nasilje, pljačku i drugo, što je izazvalo nezadovoljstvo naroda Makedonije.
U kičevskoj oblasti, baliste je predvodio Mefail Eipov Mefo koga su Talijani promaknuli u čin satnika, a potom je služio Nijemcima. Džemo Hasani je predvodio mobilizaciju Albanaca u njemačke vojne jedinice za istočno bojište.
Balistička organizacija u zapadnoj Makedoniji je tijekom 1944. godine narasla na oko 9-10.000 članova. Naoružani od Nijemaca vodili su teške borbe s makedonskom vojskom.
Djelovanjem balista na teritoriju zapadne Makedonije značajno je promijenjena demografska struktura stanovništva u korist albanskog u odnosu na nealbansko stanovništvo koje je masovno bježalo s ovih prostora u želji da sačuva život.
OZNA (kasnije UDBA i KOS) poveli su opsežnu borbu protiv balista tek 1945. godine kada je ova organizacija brojila oko 8.000 vojnika. Njihove grupe razbijane su sve do 1948. godine. Najveći dio njih izbjegao je na teritorij Kosova i u inozemstvo.

## Napomene
1. ↑  Barbara Jelavich,History of the Balkans ISBN 0521274591 p.274